# Épénancourt
Épénancourt est une commune française située dans le département de la Somme en région Hauts-de-France.

## Géographie
Situé sur la Somme et le canal du Nord, le village picard du Santerre se trouve à proximité des autoroutes A1 (E19) et A29 (E44). Il est traversé par la départementale 62 et peut se rejoindre par la D 35 (axe Péronne-Villers-Carbonnel).
Par la route, Nesle est à 9,5 km, Chaulnes à 11 km, Péronne à 13 km et Amiens à 53 km.
En 2019, la localité est desservie par les autocars du réseau inter-urbain Trans'80, Hauts-de-France (ligne no 44, Montdidier - Chaulnes - Péronne - Roisel et ligne no 50, Péronne - Matigny - Ham).

### Hydrographie

#### Réseau hydrographique
La commune est située dans le bassin Artois-Picardie. Elle est drainée par la rivière Somme , la Somme canalisée, le Contre-fossé rive Gauche du canal de la Somme, le fleuve la Somme, l'Épénancourt et divers autres petits cours d'eau.
La Somme est un fleuve du nord de la France, en région Hauts-de-France, qui traverse les deux départements de l'Aisne et de la Somme. Il prend sa source dans la commune de Fonsomme et se jette  dans la Manche par la baie de Somme entre Le Crotoy et Saint-Valery-sur-Somme.
Le canal de la Somme, construit entre 1770 et 1827, et mis au gabarit Freycinet en 1880, est long 170 km. Il débute à Saint-Simon où il touche au canal de Saint-Quentin et débouche dans la baie de Somme.

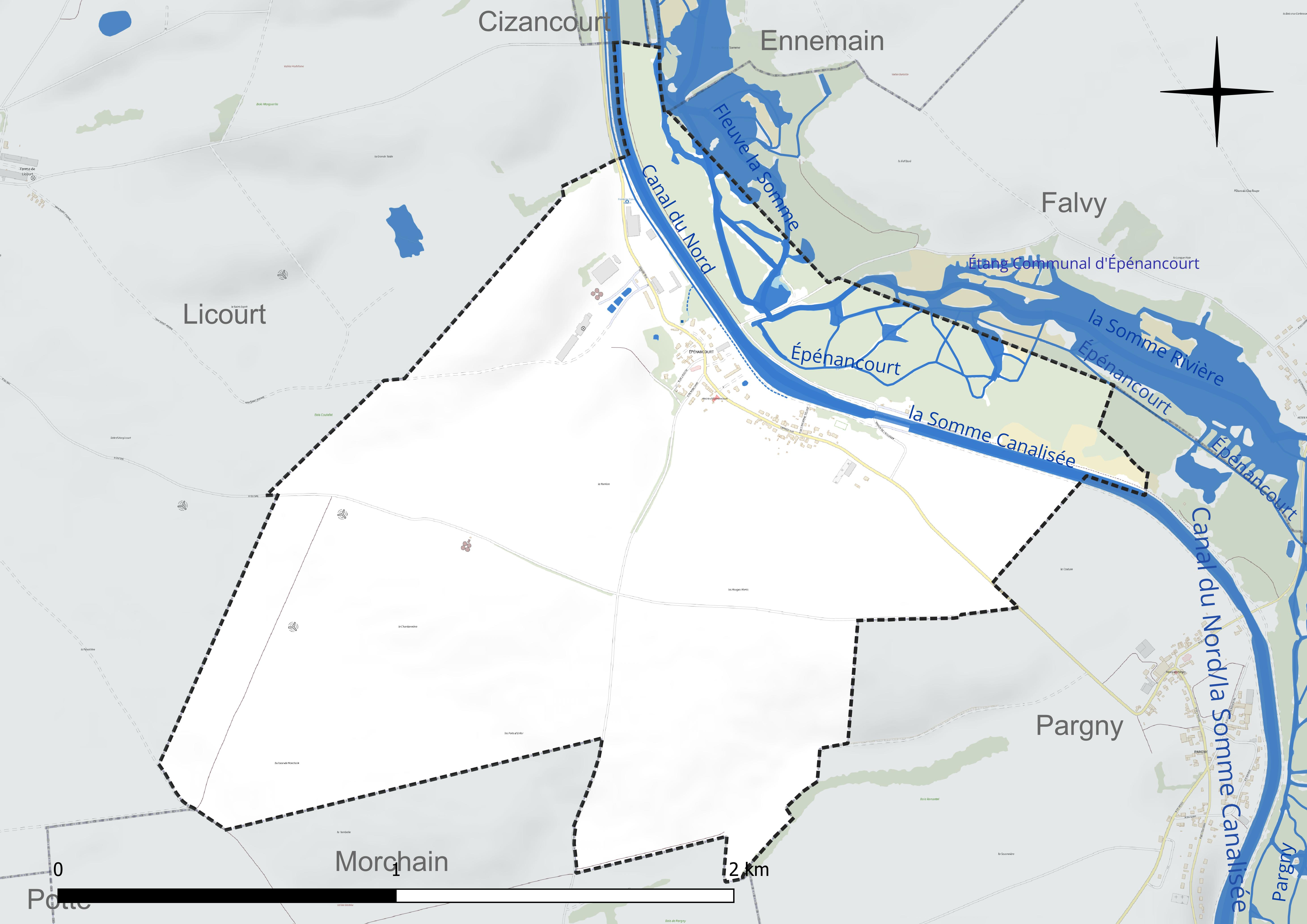
Réseau hydrographique d'Épénancourt.

Un plan d'eau complète le réseau hydrographique : l'étang Communal d'épénancourt (0,9 ha),.

#### Gestion et qualité des eaux
Le territoire communal est couvert par le schéma d'aménagement et de gestion des eaux (SAGE) « Haute Somme ». Ce document de planification concerne un territoire de 1 798 km2 de superficie, délimité par le bassin versant de la Haute Somme est constitué d'un réseau hydrographique complexe de cours d'eau, de marais, d'étangs et de canaux. Le périmètre a été arrêté le 21 avril 2006 et le SAGE proprement dit a été approuvé le 15 juin 2017. La structure porteuse de l'élaboration et de la mise en œuvre est le syndicat mixte d'aménagement hydraulique du bassin versant de la Somme (AMEVA).
La qualité des cours d'eau peut être consultée sur un site dédié géré par les agences de l'eau et l'Agence française pour la biodiversité.

### Climat
Pour des articles plus généraux, voir Climat des Hauts-de-France et Climat de la Somme.
En 2010, le climat de la commune est de type climat océanique dégradé des plaines du Centre et du Nord, selon une étude du CNRS s'appuyant sur une série de données couvrant la période 1971-2000. En 2020, Météo-France publie une typologie des climats de la France métropolitaine dans laquelle la commune est exposée à un climat océanique et est dans la région climatique Nord-est du bassin Parisien, caractérisée par un ensoleillement médiocre, une pluviométrie moyenne régulièrement répartie au cours de l'année et un hiver froid (3 °C).
Pour la période 1971-2000, la température annuelle moyenne est de 10,5 °C, avec une amplitude thermique annuelle de 15 °C. Le cumul annuel moyen de précipitations est de 684 mm, avec 11,7 jours de précipitations en janvier et 8,7 jours en juillet. Pour la période 1991-2020, la température moyenne annuelle observée sur la station météorologique la plus proche, située sur la commune d'Estrées-Mons à 8 km à vol d'oiseau, est de 11,0 °C et le cumul annuel moyen de précipitations est de 647,5 mm,. Pour l'avenir, les paramètres climatiques de la commune estimés pour 2050 selon différents scénarios d'émission de gaz à effet de serre sont consultables sur un site dédié publié par Météo-France en novembre 2022.

## Urbanisme

### Typologie
Au 1er janvier 2024, Épénancourt est catégorisée commune rurale à habitat dispersé, selon la nouvelle grille communale de densité à sept niveaux définie par l'Insee en 2022.
Elle est située hors unité urbaine et hors attraction des villes,.

### Occupation des sols
L'occupation des sols de la commune, telle qu'elle ressort de la base de données européenne d'occupation biophysique des sols Corine Land Cover (CLC), est marquée par l'importance des territoires agricoles (74,6 % en 2018), une proportion identique à celle de 1990 (74,6 %). La répartition détaillée en 2018 est la suivante : 
terres arables (74,6 %), forêts (10,5 %), zones urbanisées (7,8 %), zones humides intérieures (4,7 %), eaux continentales (2,4 %). L'évolution de l'occupation des sols de la commune et de ses infrastructures peut être observée sur les différentes représentations cartographiques du territoire : la carte de Cassini (XVIIIe siècle), la carte d'état-major (1820-1866) et les cartes ou photos aériennes de l'IGN pour la période actuelle (1950 à aujourd'hui).

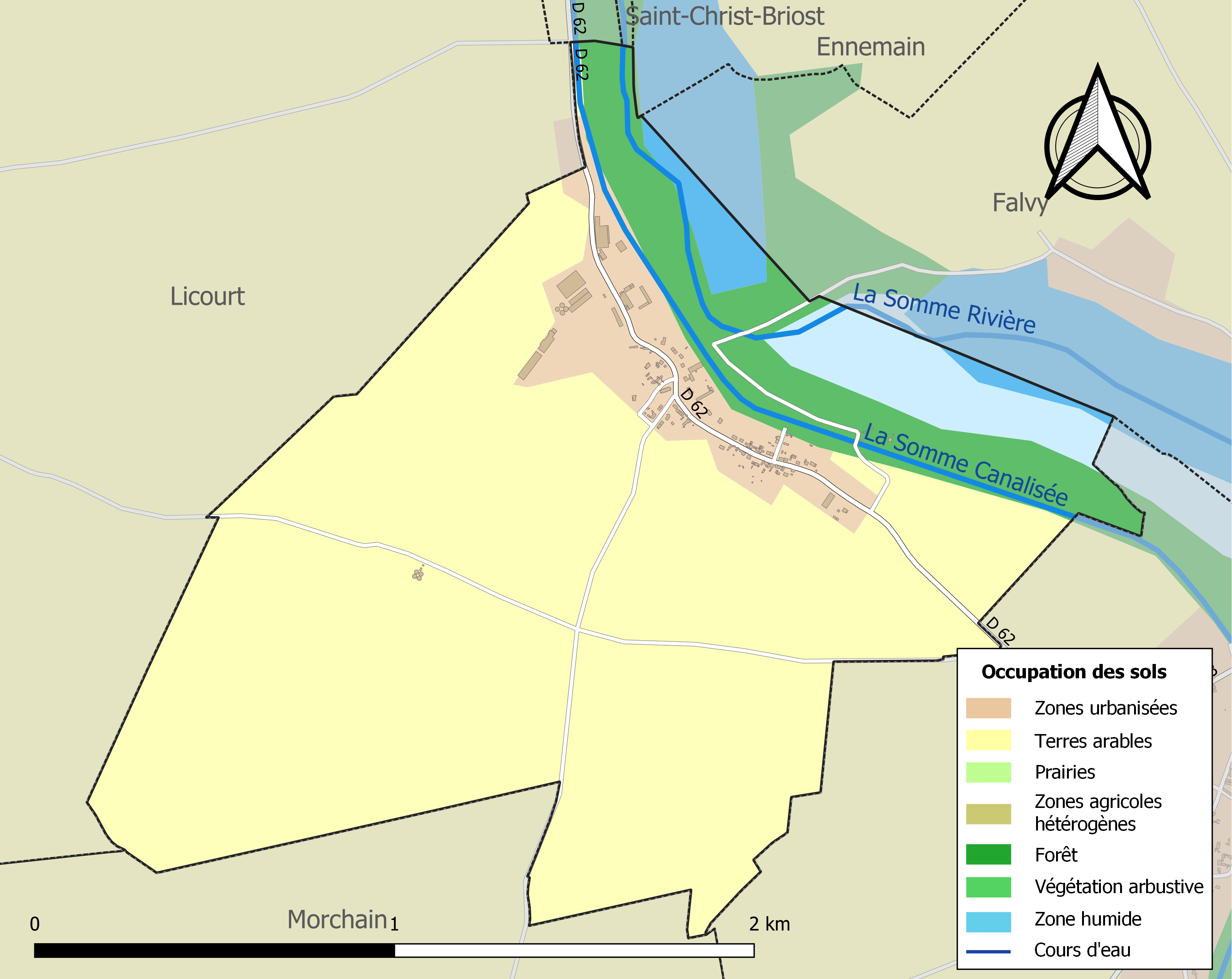
Carte des infrastructures et de l'occupation des sols de la commune en 2018 (CLC).

## Toponymie
Le nom de la localité est attesté sous les formes Panencourt en 1143 ; Spanencurt en 1175 ; Espanancourt en 1201 ; Spanencort en 1230 ; Espenencourt en 1248 ; Espenancourt en 1707 ; Hespenencourt en 1710 ; Epenencourt en 1757 ; Eppenancourt ; Epénancourt en 1801.
Il s'agit d'une formation toponymique médiévale en -court au sens ancien de « cour, cour de ferme, ferme » dont l'utilisation est propre à l'extrème nord du domaine d'oïl et qui traduit le germanique hof de sens proche (cf. Bettencourt / Bettenhoven). C'est pourquoi l'élément associé à -court est généralement un anthroponyme germanique presque toujours décliné au cas régime. Albert Dauzat propose le nom de femme germanique non attesté *Spanna, au cas régime *Spannan, dérivé du thème germanique span.
Boule d'eau est un étang de Épénancourt.

## Histoire
À l'âge du fer, la localité était une cité lacustre, entourée de marécages.
Pierre de Béthencourt, seigneur local, favorise l'accession du village à la qualité de paroisse en 1368. La seigneurie est alors attribuée à l'abbaye Notre-Dame de Soissons.
Première Guerre mondiale
Le village est en partie détruit lors des combats de la Première Guerre mondiale. Il a été décoré de la Croix de guerre 1914-1918 le 27 octobre 1920.
.
Seconde Guerre mondiale
Durant la Bataille de France, le 6 juin 1940, cinq soldats français, dont Émile Marri et Félix Tarris, sont tués en tentant de s'opposer à l'avance de l'armée allemande.
Le village est à nouveau décoré le 11 novembre 1948, de la Croix de Guerre 1939-1945 avec étoile de bronze, cette fois.

## Politique et administration

### Rattachements administratifs et électoraux
La commune se trouve dans l'arrondissement de Péronne du département de la Somme. Pour l'élection des députés, elle fait partie depuis 1958 de la cinquième circonscription de la Somme.
Elle faisait partie depuis 1793 du  canton de Nesle. Dans le cadre du redécoupage cantonal de 2014 en France, la commune est désormais rattachée au canton de Ham.

### Intercommunalité
La commune  faisait partie de la communauté de communes du Pays Neslois (CCPN), créée fin 2001, et qui succédait au district de Nesle, créé par arrêté préfectoral du 22 mai 1964.
La loi portant nouvelle organisation territoriale de la République (Loi NOTRe) du 7 août 2015, prévoyant que les établissements publics de coopération intercommunale (EPCI) à fiscalité propre doivent avoir un minimum de 15 000 habitants, le schéma départemental de coopération intercommunale (SDCI) arrêté par le préfet de la Somme le 30 mars 2016 prévoit notamment la fusion des communautés de communes du Pays Hamois et celle du Pays Neslois, afin de constituer une intercommunalité de 42 communes groupant 20 822 habitants, et précise qu'il « s'agit d'un bassin de vie cohérent dans lequel existent déjà des migrations pendulaires entre Ham et Nesle. Ainsi Ham offre des équipements culturels, scolaires et sportifs (médiathèque et auditorium de musique de grande capacité, lycée professionnel, complexe nautique), tandis que Nesle est la commune d'accueil de grandes entreprises de l'agroalimentaire ainsi que de leurs sous-traitants ».
La fusion intervient le 1er janvier 2017 et la nouvelle structure, dont la commune fait désormais partie, prend le nom de communauté de communes de l'Est de la Somme,.

### Liste des maires
| Période                                  | Période                      | Identité         | Étiquette | Qualité                                  |
| ---------------------------------------- | ---------------------------- | ---------------- | --------- | ---------------------------------------- |
| Les données manquantes sont à compléter. |                              |                  |           |                                          |
| mars 2001                                | 2008                         | Nadine Blondelle |           |                                          |
| mars 2008                                | En cours (au 8 octobre 2020) | Pascal Blondelle |           | Retraité Réélu pour le mandat 2020-2026, |

## Population et société

### Démographie
L'évolution du nombre d'habitants est connue à travers les recensements de la population effectués dans la commune depuis 1793. Pour les communes de moins de 10 000 habitants, une enquête de recensement portant sur toute la population est réalisée tous les cinq ans, les populations de référence des années intermédiaires étant quant à elles estimées par interpolation ou extrapolation. Pour la commune, le premier recensement exhaustif entrant dans le cadre du nouveau dispositif a été réalisé en 2005.

En 2022, la commune comptait 126 habitants, en évolution de +2,44 % par rapport à 2016 (Somme : −1,26 %, France hors Mayotte : +2,11 %).
| 1793 | 1800 | 1806 | 1821 | 1831 | 1836 | 1841 | 1846 | 1851 |
| ---- | ---- | ---- | ---- | ---- | ---- | ---- | ---- | ---- |
| 170  | 123  | 179  | 155  | 219  | 198  | 247  | 235  | 215  |

| 1856 | 1861 | 1866 | 1872 | 1876 | 1881 | 1886 | 1891 | 1896 |
| ---- | ---- | ---- | ---- | ---- | ---- | ---- | ---- | ---- |
| 216  | 243  | 232  | 233  | 235  | 234  | 237  | 216  | 208  |

| 1901 | 1906 | 1911 | 1921 | 1926 | 1931 | 1936 | 1946 | 1954 |
| ---- | ---- | ---- | ---- | ---- | ---- | ---- | ---- | ---- |
| 208  | 182  | 160  | 97   | 110  | 74   | 91   | 119  | 130  |

| 1962 | 1968 | 1975 | 1982 | 1990 | 1999 | 2005 | 2006 | 2010 |
| ---- | ---- | ---- | ---- | ---- | ---- | ---- | ---- | ---- |
| 112  | 125  | 121  | 124  | 124  | 128  | 100  | 99   | 116  |

| 2015 | 2020 | 2022 | - | - | - | - | - | - |
| ---- | ---- | ---- | - | - | - | - | - | - |
| 122  | 124  | 126  | - | - | - | - | - | - |

### Enseignement
Pour l'année scolaire 2016-2017, le village comptait une école primaire de 20 élèves.
Cette école a fermé à la rentrée 2019/2020 en raison d'un effectif insuffisant. Les enfants de la commune sont désormais scolarisés au sein du regroupement pédagogique intercommunal géré par le SISCO des Étangs de la Haute-Somme qui rassemble Athies, Saint-Christ-Briost, Ennemain, Falvy, Pargny, Cizancourt et Épénancourt,.

### Autres équipements
Épénancourt dispose d'une salle des fêtes, créée dans les années 1970 et rénovée en 2020.

### Économie
Le dernier café du village, le bar des Étangs, ferme le 21 août 2017, le jour de la fête locale.
La commune héberge un site de déshydratation de pulpe de betterave pour l'alimentation animale, près du canal de la Somme.

## Culture locale et patrimoine

### Lieux et monuments
- Église Notre-Dame-de-la-Nativité[45]. Elle a subi des dommages liés à la Première Guerre mondiale et a été restaurée en 1929, avec une partie des matériaux récupérés. Elle contient une sculpture de l'Annonciation, du XVIe siècle[46]

- Fontaine Saint-Aubert, ancien lieu de pèlerinage (à ne pas confondre avec la Fontaine Saint-Aubert du Mont-Saint-Michel). Les ruines de l'ancien sanctuaire édifié en 1892 sont issues de l'atelier Poëte[47].
- Écluses sur la vieille Somme, qui comportent onze vannages, dont la commande est automatisée depuis 2015[48].

- Déversoir (« composé de poutrelles qui s'enlèvent les unes après les autres[49] »).
- Port de chargement des péniches sur le canal du Nord.
- Ancienne râperie[50], devenue une unité de déshydratation de pulpe de betterave à sucre, pour l'alimentation animale.
- Lavoir ancien, près de la salle des fêtes[23].
- La salle communale Jeanne-Dersu tient son nom d'une donatrice (1875-1949) envers la commune[51].

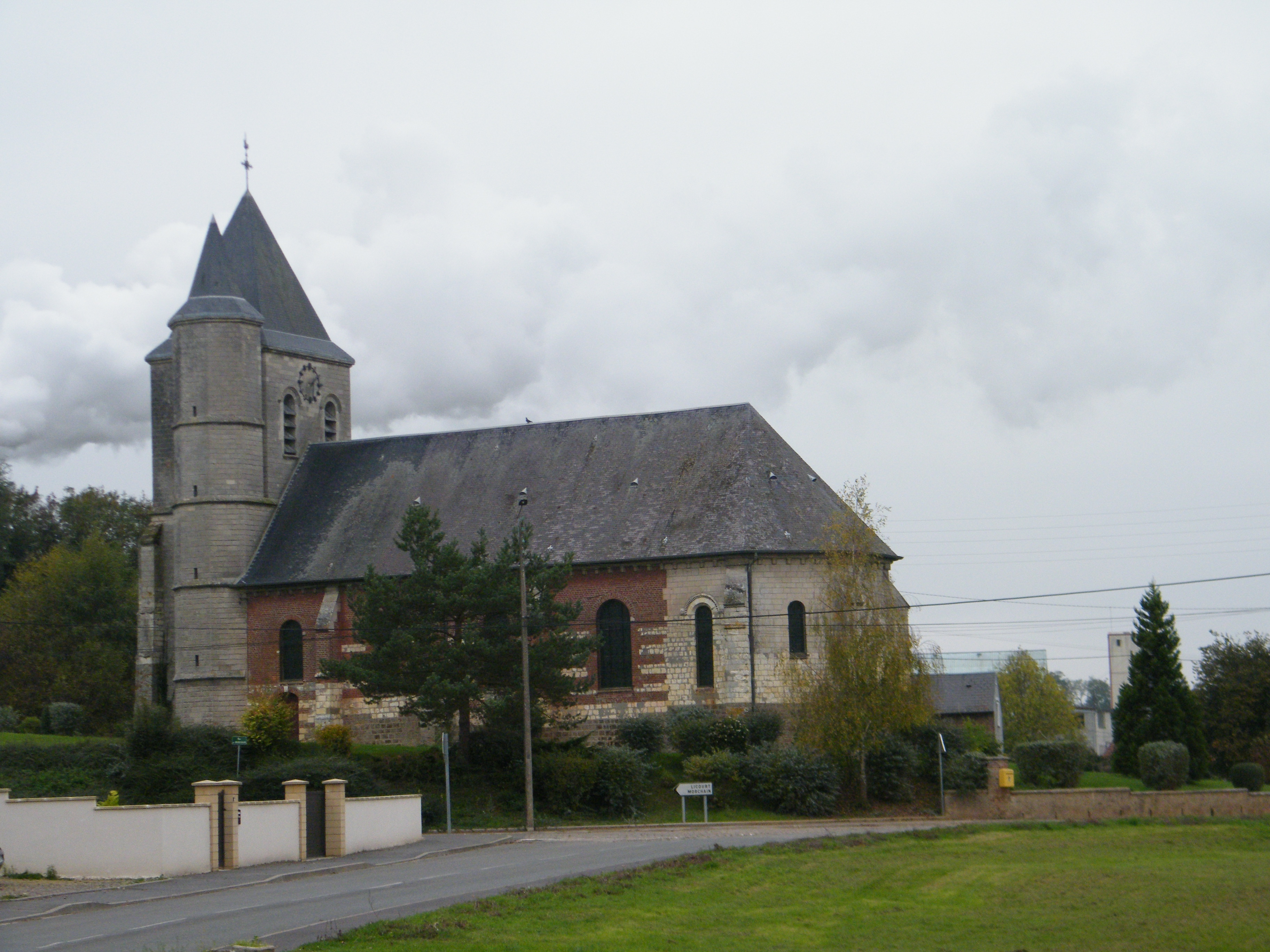
L'église Notre-Dame.
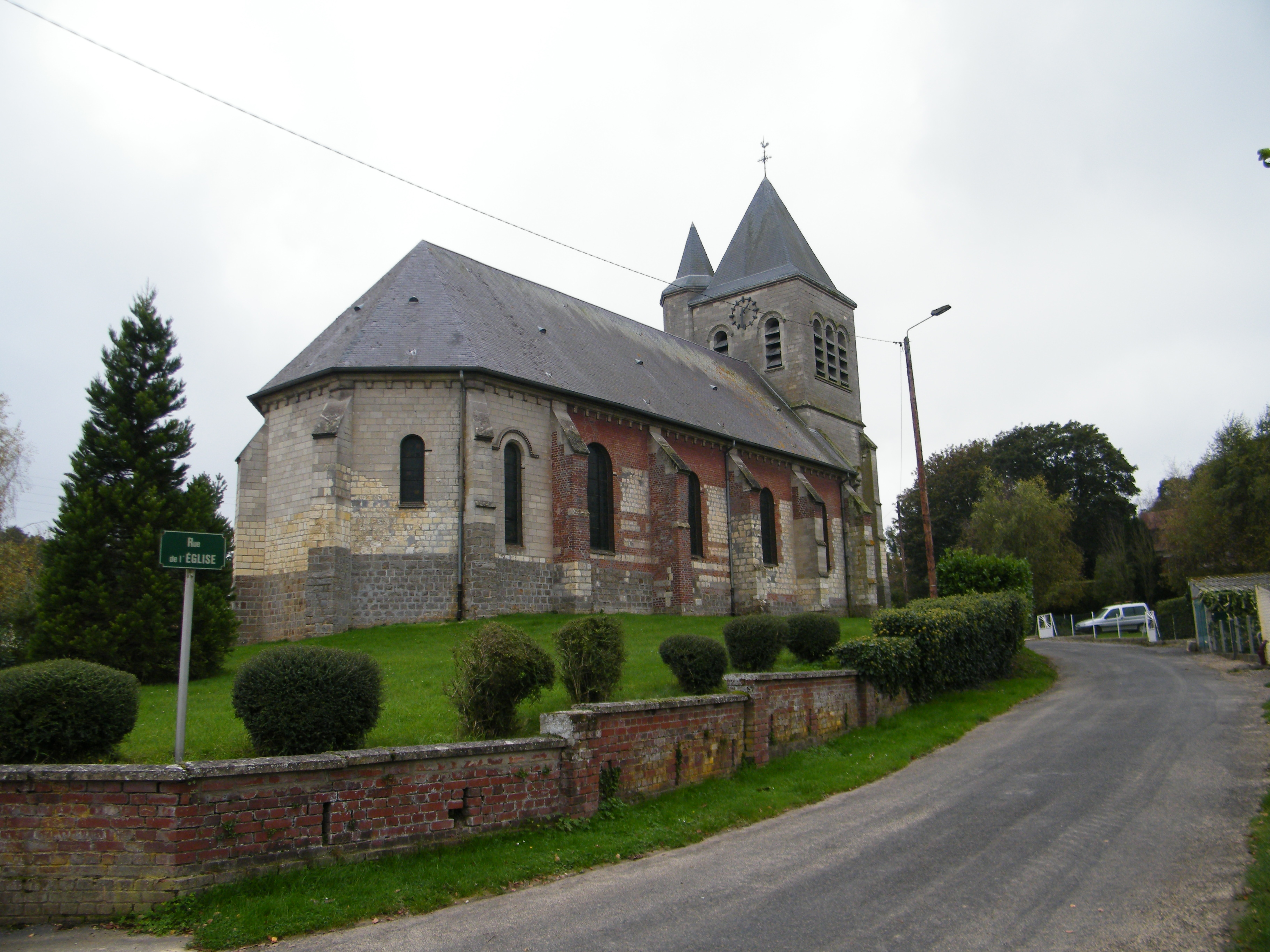
Chevet de l'église.
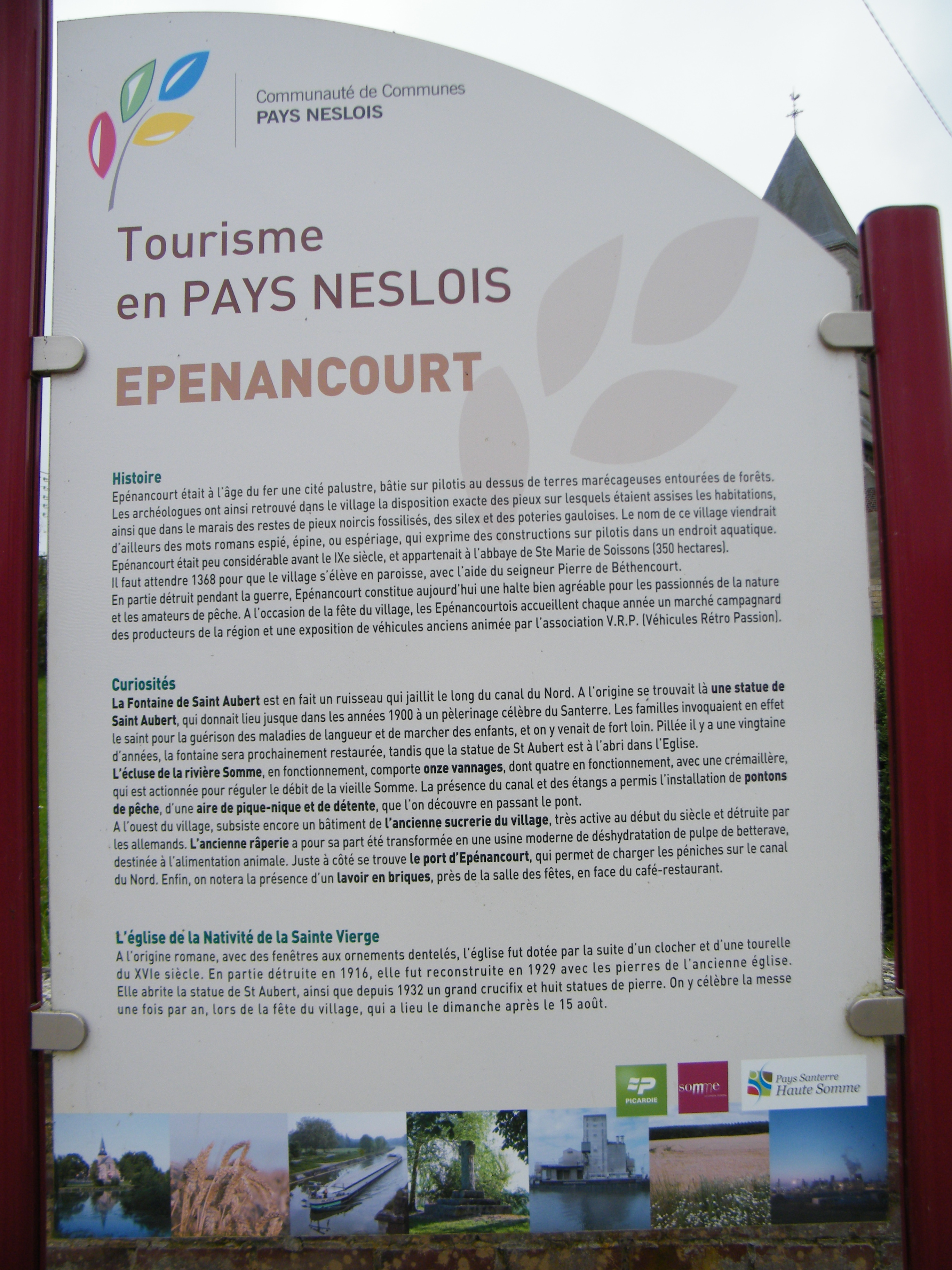
Panneau d'informations locales.

### Personnalités liées à la commune
Louis Antoine Vast Vite Goguet, général d'Empire né le 6 février 1764 à Épénancourt, officier de la Légion d'honneur en 1804, décédé le 9 août 1821.

## Pour approfondir